# Lokalbahn Czudin–Koszczuja
| Czudin–Koszczuja | Czudin–Koszczuja        |
| ---------------- | ----------------------- |
| Spurweite:       | 760 mm (Bosnische Spur) |
|                  |                         |

Die Lokalbahn Czudin–Koszczuja war eine schmalspurige Lokalbahn (760 mm Spurweite) in der Bukowina im Kaiserreich Österreich-Ungarn.

## Geschichte
Auf Betreiben der Waldbesitzer Alexander Ritter von Gojan und August Ritter von Gorayski wurden durch die Bukowinaer Lokalbahnen das Projekt einer schmalspurigen Lokalbahn zur forstwirtschaftlichen Erschließung der Waldbestände im Gebiet um Hilcze (heute Hiltscha/Гілча) und Koszczuja (heute Koschtschuha/Кощуга) mit Anschluss an die Zweigstrecke der Lokalbahn Hliboka–Berhometh am Sereth in Czudin (heute Tschudej/Чудей) beim Handelsministerium eingereicht. Die Konzession zum Bau der Strecke wurde den Bukowinaer Lokalbahnen am 18. Januar 1907 erteilt und die Bahn schließlich am 15. Oktober 1908 für den ausschließlichen Güterverkehr eröffnet.
In den folgenden Jahren kam auch der Bedarf für den Personenverkehr auf, am 16. Januar 1911 wurde die Konzession dahingehend erweitert und im gleichen Jahr der Personenverkehr auf der Strecke aufgenommen.
Nach dem Ersten Weltkrieg wurde die Strecke von den Rumänischen Staatsbahnen übernommen und weitergeführt, nach dem Zweiten Weltkrieg wurden sie noch als Waldbahn weitergeführt und später eingestellt.

## Stationen und Strecke
Folgende Stationen und Haltestellen waren 1908 in Betrieb genommen worden:
- Station Czudin
- Station Czyresz (heute Tscheresch/Череш)
- Haltestelle Czyresz Säge
- Station Dawideny (heute Dawydiwka/Давидівка)
- Station Moldauisch Banilla (heute Banyliw-Pidhirnyj/Банилів-Підгірний)
- Station Hilcze
- Station Koszczuja